# Stade Sylvio-Cator
Le stade Sylvio-Cator est un stade multifonctions situé à Port-au-Prince en Haïti.

## Histoire
Inauguré en 1953, il porte le nom de l'athlète haïtien, Sylvio Cator, médaillé d'argent au saut en longueur aux Jeux olympiques d'été de 1928 et qui fut également maire de la capitale[Laquelle ?] en 1946. 
D'une capacité de 20 000 places, ce stade accueille principalement les matchs de football de l'équipe national haïtienne et du club de football Violette AC. 
Le 12 janvier 2010 il est partiellement détruit lors d'un tremblement de terre. Les travaux de rénovation financés par la FIFA et conduit par la firme néerlandaise Edel Grass, ont permis notamment d'installer une nouvelle pelouse artificielle et nouveau système d'éclairage de 1 200 lux pour les matches en soirée, consolider le bâtiment principal endommagé[Quoi ?] par le séisme, refaire les structures sanitaires dans l'ensemble du complexe (notamment dans les vestiaires), moderniser et aménager les bureaux. Après quatre mois de travaux, le stade accueillait de nouveau l'équipe nationale haïtienne qui recevait son homologue des Îles Vierges américaines dans le cadre des éliminatoires de la coupe du monde 2014.